# Niederhemer
Niederhemer ist eine ehemalige selbstständige Gemeinde im Kreis Iserlohn, die sich 1910 mit Oberhemer zur Gemeinde Hemer zusammenschloss. Seit der kommunalen Neuordnung, die am 1. Januar 1975 in Kraft trat, ist Niederhemer ein Stadtteil der neuen Stadt Hemer.

## Geschichte

### Mittelalter und Frühe Neuzeit
Eine Siedlung in Niederhemer bestand seit dem frühen Mittelalter, im 9. Jahrhundert wurde zum Beispiel die ursprünglich katholische Vitus-Kirche errichtet. Aus dem 11. Jahrhundert stammen die Ursprünge des heutigen Hauses Hemer, das in Nachbarschaft der Vitus-Kirche erstmals gebaut wurde und in seiner heutigen Form im 17. Jahrhundert entstanden ist. Im Jahr 1700 wurde die katholische Pfarrkirche St. Peter und Paul geweiht. Die Vitus-Kirche war im Zuge der Reformation zum evangelischen Gotteshaus geworden und wurde 1818 von der neu errichteten Ebbergkirche ersetzt.
Ab 1647 gehörte Niederhemer zum Gericht Hemer, unter Napoleon wurde es Teil der Mairie, später Teil der Bürgermeisterei Hemer. Zwei große Brände im 17. und 18. Jahrhundert zerstörten große Teile Niederhemers.

### 19. und 20. Jahrhundert
1841 wurde das Amt Hemer mit den zentralen Gemeinden Nieder- und Oberhemer gegründet. Diese beiden Gemeinden wurden am 1. April 1910 zur neuen Landgemeinde Hemer vereint.
Anfang des 20. Jahrhunderts war Niederhemer im Gegensatz zu vielen anderen Amtsgemeinden industriell geprägt. Die metallverarbeitende und die Papier-Industrie hatten dort ihre Schwerpunkte. Da sich die Sozialstruktur Niederhemers im Vergleich zur Nachbargemeinde trotzdem immer weiter verschlechterte, wurde eine Vereinigung erfolgreich vorangetrieben.

### Einwohnerentwicklung
| Datum | Einwohner |
| ----- | --------- |
| 1872  | 1000      |
| 1885  | 1247      |
| 1895  | 1752      |
| 1900  | 2013      |
| 1904  | 2477      |
| 1905  | 2661      |
| 1907  | 2764      |

## Söhne und Töchter
- Johann Hermann Stindt (* 1763, † 1846), Mühlenbauer und Papierformenhersteller
- Friedrich Leopold Woeste (* 1807, † 1878), Sprachwissenschaftler und Mundartforscher
- Willibrord Benzler (* 1853, † 1921), Benediktinerabt, Bischof von Metz